# Oberzettlitz
Oberzettlitz (oberfränkisch: Ohwe-zeddliz) ist ein Gemeindeteil der Großen Kreisstadt Kulmbach im Landkreis Kulmbach (Oberfranken, Bayern). Oberzettlitz liegt in der Gemarkung Leuchau.

## Geografie
Das Dorf liegt im linken Ufer des Roten Mains und ist von Acker- und Grünland umgeben. Eine Gemeindeverbindungsstraße führt nach Gößmannsreuth zur Kreisstraße KU 16 (1,6 km südöstlich) bzw. nach Unterzettlitz (0,7 km nördlich).

## Geschichte
Der Ort wurde 1388 als „Zedlitz“ erstmals urkundlich erwähnt. Der Ortsname bedeutet „kleine Siedlung“ (von slaw. sedlici). 1531 wurde der Ort erstmals „Obern Zedlitz“ genannt.
Gegen Ende des 18. Jahrhunderts bestand Oberzettlitz aus 8 Anwesen. Das bayreuthische Stadtvogteiamt Kulmbach übte das Hochgericht aus und hatte zugleich die Dorf- und Gemeindeherrschaft. Grundherren waren der Markgräfliche Lehenhof Bayreuth (1 Halbhof, 1 Tropfgütlein), das Klosteramt Kulmbach (1 Hof), der Bischöfliche Lehenhof Bamberg (1 Hof, 1 Dreiviertelhof, 1 Viertelhof) und das Rittergut Steinenhausen (1 Hof, 1 Söldengut).
Von 1797 bis 1810 unterstand der Ort dem Justiz- und Kammeramt Kulmbach. Mit dem Gemeindeedikt wurde Oberzettlitz dem 1811 gebildeten Steuerdistrikt Melkendorf zugewiesen. 1812 kam es zum Steuerdistrikt und Ruralgemeinde Gößmannsreuth. Mit dem Zweiten Gemeindeedikt (1818) wurde die Gemeinde nach Leuchau umbenannt. Am 1. Juli 1976 wurde Oberzettlitz im Zuge der Gebietsreform in Bayern nach Kulmbach eingegliedert.

### Baudenkmäler
- Haus Nr. 9: Wohnhaus

### Einwohnerentwicklung
| Jahr      | 001809 | 001818 | 001861 | 001871 | 001885 | 001900 | 001925 | 001950 | 001961 | 001970 | 001987 |
| Einwohner | 60     | 66     | 87     | 83     | 84     | 86     | 86     | 124    | 88     | 70     | 101    |
| Häuser    |        | 10     |        |        | 13     | 13     | 13     | 13     | 14     |        | 23     |
| Quelle    | [ 11 ] | [ 8 ]  | [ 12 ] | [ 13 ] | [ 14 ] | [ 15 ] | [ 16 ] | [ 17 ] | [ 18 ] | [ 19 ] | [ 1 ]  |

## Religion
Oberzettlitz ist seit der Reformation evangelisch-lutherisch geprägt und nach St. Johannes der Täufer (Hutschdorf) gepfarrt.